# Nicolas Barré
Nicolas Barré (Amiens, 21 ottobre 1621 – Parigi, 31 maggio 1686) è stato un religioso francese dell'Ordine dei Minimi, fondatore della congregazione delle Suore del Bambino Gesù. Fu beatificato da papa Giovanni Paolo II nel 1999.

## Biografia
Allievo dei gesuiti di Amiens, nell'ottobre del 1640 decise di abbracciare la vita religiosa nell'Ordine dei Minimi di san Francesco di Paola: emise la sua prima professione di voti il 31 gennaio del 1641.
Divenuto sacerdote nel 1645, fu docente di teologia scolastica presso il convento del suo ordine di Place Royale a Parigi. Nel 1647 ebbe l'idea di istituire dei gruppi di insegnanti che si dedicassero gratuitamente all'istruzione dei fanciulli poveri, per i quali iniziò a promuovere anche l'apertura di scuole di carità.
Una comunità di maestre attiva a Rouen, costituita soprattutto da ragazze dell'aristocrazia cittadina, venne eretta nel 1666 in congregazione religiosa: nel 1674 Barré fondò per la loro formazione un seminario in rue de Saint-Maur a Rouen, dal quale le suore presero il nome (Dame di Saint-Maur, oggi Suore del Bambino Gesù).
Nicolas Barré si spense nel convento parigino di Place Royale nel 1686.

## Culto
Il 21 marzo del 1983 papa Giovanni Paolo II riconobbe l'eroicità delle sue virtù e gli concesse il titolo di venerabile: lo stesso pontefice presiedette alla cerimonia di beatificazione di Nicolas Barré svoltasi a Roma il 7 marzo del 1999.
Il Martirologio Romano colloca la sua memoria al giorno 31 maggio (dies natalis).